# Liten himmelsblomma
Liten himmelsblomma (Commelina communis) är en himmelsblomsväxtart som beskrevs av Carl von Linné. Enligt Catalogue of Life ingår Liten himmelsblomma i släktet himmelsblommor och familjen himmelsblomsväxter, men enligt Dyntaxa är tillhörigheten istället släktet himmelsblommor och familjen himmelsblomsväxter. Arten förekommer tillfälligt i Sverige, men reproducerar sig inte.

## Underarter
Arten delas in i följande underarter:
- C. c. communis
- C. c. ludens

## Bildgalleri

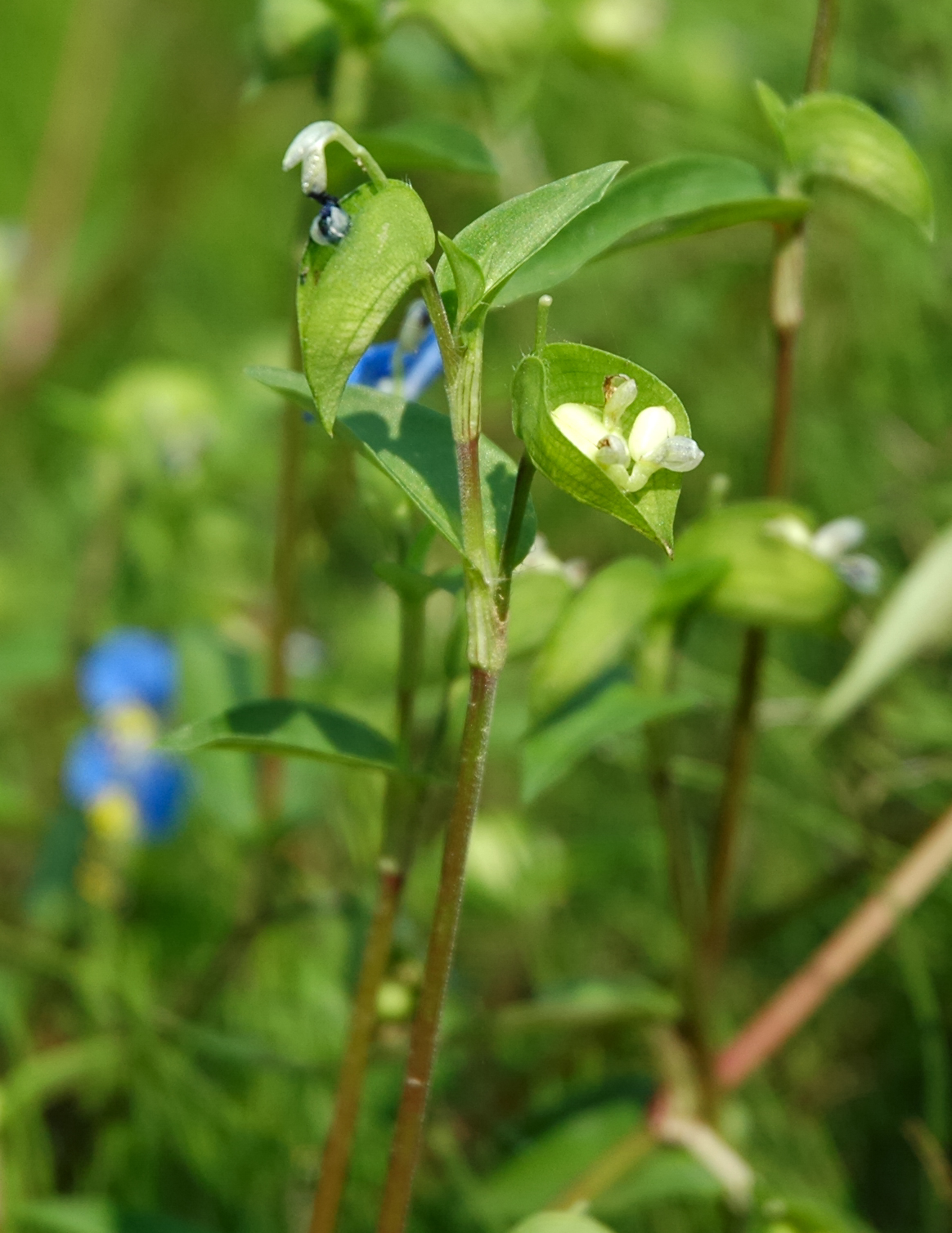
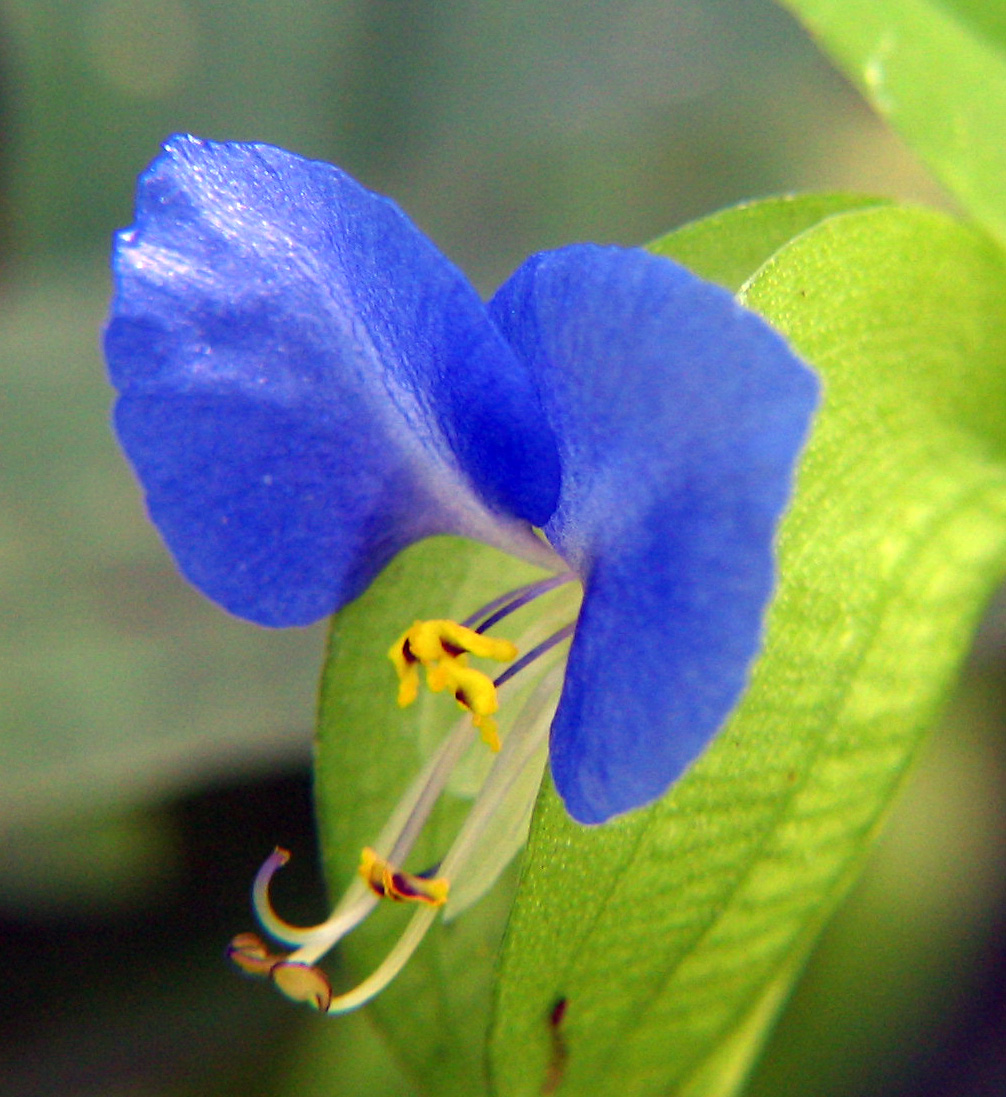
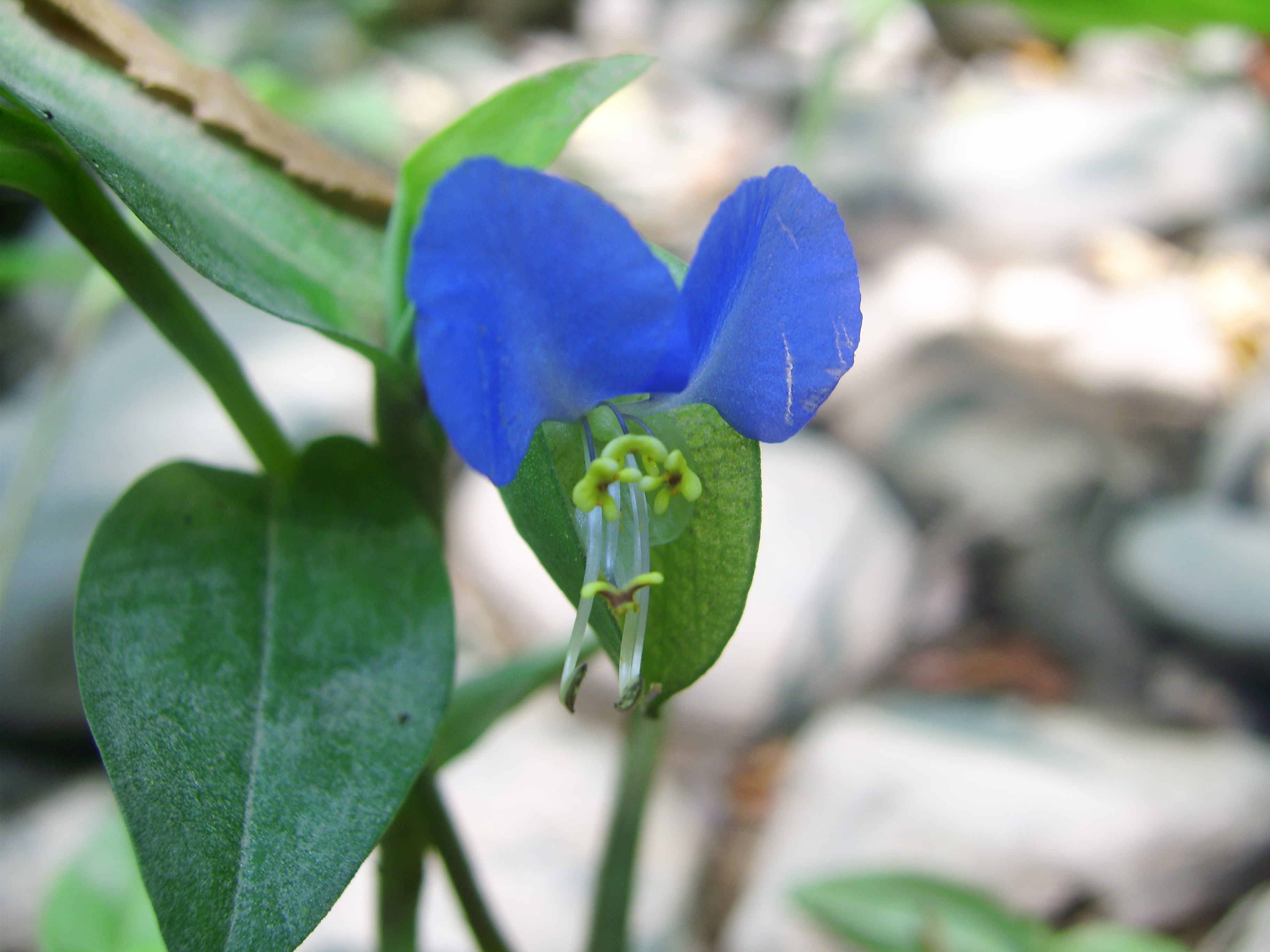